# Clodio Albino
Décimo Clodio Ceyonio Septimio Albino, más conocido como Clodio Albino (en latín, Decimus Clodius Ceionius Septimius Albinus, 25 de noviembre de 147 - 19 de febrero de 197), fue uno de los más importantes pretendientes al trono del Imperio romano tras la muerte del emperador Pertinax, efímero sucesor de Cómodo.
Aunque al principio fue aliado de Septimio Severo, se enfrentó a él tras la derrota de Pescenio Níger en Issos. Tras duros años de guerra civil, el ejército de Albino fue derrotado en Lugdunum.
Las principales fuentes de que se valen los historiadores acerca de la vida de Clodio Albino son la Historia Augusta y ciertas obras de escritores que las redactaron durante el reinado de Septimio Severo, siendo por tanto sospechosas de haber sido manipuladas.

## Vida

### Orígenes
Albino nació en el seno de una aristocrática familia oriunda de Hadrumetum, ciudad situada en la provincia de África. Era hijo de Aurelia Mesalina y de Ceionio Postumio. Según su padre, Clodio Albino recibió su cognomen a causa de la extrema palidez de su piel. Durante toda su vida demostró grandes aptitudes militares. Entró muy joven en el ejército, donde se distinguió durante la supresión de la revuelta de Avidio Casio contra el emperador Marco Aurelio (175).
El propio emperador le escribió dos cartas en las que reconocía sus méritos, y ensalza su experiencia militar y la gravedad de su carácter. El emperador también le decía que sin él las legiones estacionadas en Bitinia se habrían puesto del lado de Avidio Casio, y que tenía intención de nombrarle cónsul en un futuro próximo.

### Reinados de Cómodo, Pertinax y Didio Juliano
Albino sirvió como gobernador de Gallia Belgica y de Britania durante el reinado del emperador Cómodo. Cuando se difundió por el Imperio un falso rumor de que el emperador había muerto, Albino reunió a las legiones y en un encendido discurso en el que llamó a Cómodo tirano, declaró su voluntad de restaurar el poder del Senado. Aunque los senadores se hallaban muy complacidos con el discurso de Albino, no así el emperador, quien envió a Junio Severo a relevarle de la provincia.
Por esta época Albino había alcanzado gran poder e influencia; hecho reflejado en que Cómodo le propuso otorgarle el título de César, título que Albino tuvo la prudencia de rechazar. A pesar del nombramiento de Junio Severo, Albino se mantuvo como gobernador de la provincia hasta el final de los reinados de Cómodo y de su sucesor, Pertinax.
Tras el asesinato del emperador Pertinax, el prefecto del pretorio, Emilio Laeto, y sus hombres, vendieron el trono al rico senador Didio Juliano. El nuevo emperador estuvo cuestionado por el pueblo y el ejército desde un primer momento; tanto era así que, a comienzos de su reinado, tuvo que hacer frente a las sublevaciones de tres gobernadores de provincia: Pescenio Níger, aclamado por las legiones de Siria; Septimio Severo, aclamado por las tropas estacionadas en Panonia; y el propio Albino, aclamado por los ejércitos de Galia y Britania.

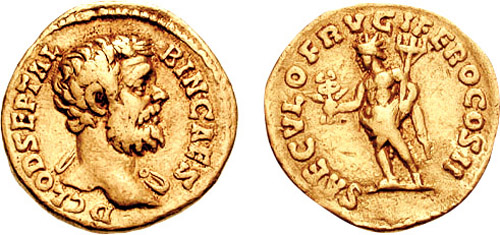
Áureo con la efigie de Clodio Albino.

En la guerra civil que se produjo a raíz del problema sucesorio, Albino se alió en un primer momento con Septimio Severo, quien capturó Roma y le ofreció el título de César. Ambos compartieron consulado en el año 194. De hecho, Albino continuó ejerciendo de gobernador en la parte occidental del Imperio, apoyado por tres legiones britanas y una hispana.
Cuando Didio Juliano fue ejecutado por orden del Senado, el cual estaba influenciado por Septimio Severo, el nuevo emperador se dirigió a combatir a Níger. Tras la derrota de este último (194) y la caída de Bizancio (196), donde resistían sus últimos partidarios, Severo decidió hacerse con el absoluto control del Imperio. Albino, viendo el inminente peligro, inició las disposiciones necesarias para enfrentarse a Severo, que trató de asesinarle a través de un mensajero. Cuando estuvo listo, se puso a la cabeza de su ejército, del que se dice que constaba de 150.000 hombres. Su fuerza inicialmente era de cuarenta mil soldados, pero es sabido que recibió refuerzos y es poco probable que alcanzase la cifra mencionada por historiadores antiguos.

### Guerra contra Severo
Albino se proclamó emperador en otoño de 196. El nuevo pretendiente al trono imperial lideró a su ejército hasta la Galia, donde pensaba combatir a Severo. Derrotó al legatus de Severo, Virio Lupo y se abrió paso a través de la Galia. Aunque transformó la ciudad de Lugdunum en su campamento base, fue incapaz de ganarse la lealtad de las legiones del Rin.
El 19 de febrero de 197, los ejércitos de Albino y Severo se enfrentaron en la Batalla de Lugdunum. Tras la dura batalla, considerada la más grande y cruel entre ejércitos romanos y en la que según Dión Casio participaron 300.000 hombres, el ejército de Albino fue derrotado, e incluso cayó en combate el propio pretendiente al trono. El cuerpo de Albino fue maltratado por los hombres de Severo, quien envió al Senado una soberbia carta en la que se burlaba de sus integrantes por su lealtad al usurpador caído. La ciudad de Lugdunum fue saqueada y los partidarios de Albino cruelmente perseguidos.
Albino fue un hombre de gran belleza y fuerza física; un experimentado general; un hábil gladiador y un comandante severo y en ocasiones cruel. Se le llamó el Catilina de su época. Tuvo uno o dos hijos, que fueron ejecutados junto a su madre por órdenes de Severo. Se ha dicho que escribió un tratado sobre agricultura y una colección de cuentos.
| Predecesor: Pertinax                                                      | Emperador romano 193 -194 196 - 197 en guerra contra Didio Juliano (193), Pescenio Níger (193-194) y Septimio Severo (193-197) | Sucesor: Septimio Severo                                               |
| Predecesor: Tito y Domiciano                                              | César romano 194 -196 | Sucesor: Caracalla                                                     |
| Predecesor: Publio Helvio Pertinax                                        | Gobernador de la provincia romana de Britania c.191 - 197                                                                      | Sucesor: Lucio Virio Lupo                                              |
| Predecesor: Quinto Pompeyo Sosio Falcón y Cayo Julio Erucio Claro Vibiano | Cónsul II del Imperio romano junto con Septimio Severo 194                                                                     | Sucesor: Publio Julio Escapula Tértulo Prisco y Quinto Tineyo Clemente |